# Ясмах-Адад
Ясмах-Адад — правитель Мари, правил приблизительно в 1794 — 1774 годах до н. э. Младший сын Шамши-Адада I и брат Ишме-Дагана I. После захвата Шамши-Ададом I Мари Ясмах-Адад был назначен отцом там правителем. Кроме Мари к Ясмах-Ададу отошла практически вся западная часть державы Шамши-Адада. Ясмах-Адад женился на дочери Ишхи-Адада, правителя Катны. Это было сделано с целью привлечь правителя Катны к союзу против Ямхада. Впоследствии Ясмах-Адад хотел развестись со своей женой, но Шамши-Адада запретил ему это, указав на неблагоприятные политические последствия развода. Вместо развода Ясмах-Адад отослал опостылевшую жену в Пальмовый дворец в Мари.
Примечательно, что важнейшие храмы (храмы в Шубат-Энлиле и Терке посвященные Энлилю и богам Дагану и Ададу — покровителям царского рода Шамши-Адада I) оказались в ведении Ясмах-Адада, которому его старший брат хотел передать и Шубат-Шамаш с храмом Шамаша, находившийся в его собственном ведении. Суетный Ясмах-Адад готов был принять и этот храм под свою опеку, но отец запретил передачу под предлогом, что Ясмах-Адад не содержит в порядке своих укреплений. Легкомыслие и постоянные промахи младшего сына Шамши-Адада в управлении полученной ему областью были причиной обширной переписки Шамши-Адада I и Ишме-Дагана I с Ясмах-Ададом, которой мы, таким образом обязаны живой информацией об организации державы. Сын постоянно разочаровывал отца, поскольку из архивов Мари видно, что его больше интересовали быстрые лошади, чем серьёзные дела. В одном письме Шамши-Адад сурово осуждает своего сына:

«Здесь твой брат выигрывает сражения, а ты там тащишь в кровать женщин! Когда ты в следующий раз возглавишь армию, действуй как мужчина. Твой брат завоевал себе прекрасную репутацию. У тебя есть шанс сделать то же самое».
Ясмах-Адад пытался ответить на обвинения, но тон этого его ответа не отличается точностью:

«Отец, я прочитал твоё послание, где ты писал: „Как я могу позволить тебе держать поводья? Ты ребёнок, не взрослый, слишком молодой даже для того, чтобы бриться! Когда ты научишься управлять домом? Как ты не видишь, что твой брат командует огромной армией? А ты не можешь даже управлять во дворце!“ Вот что ты написал, отец. Как я могу быть таким безнадёжным ребёнком, каким ты меня считаешь? Ты же знал меня со времён, когда я был маленьким мальчиком. Почему ты веришь тем плохим словам, которые про меня говорят? Ты меня огорчаешь, и я приду сказать тебе это».

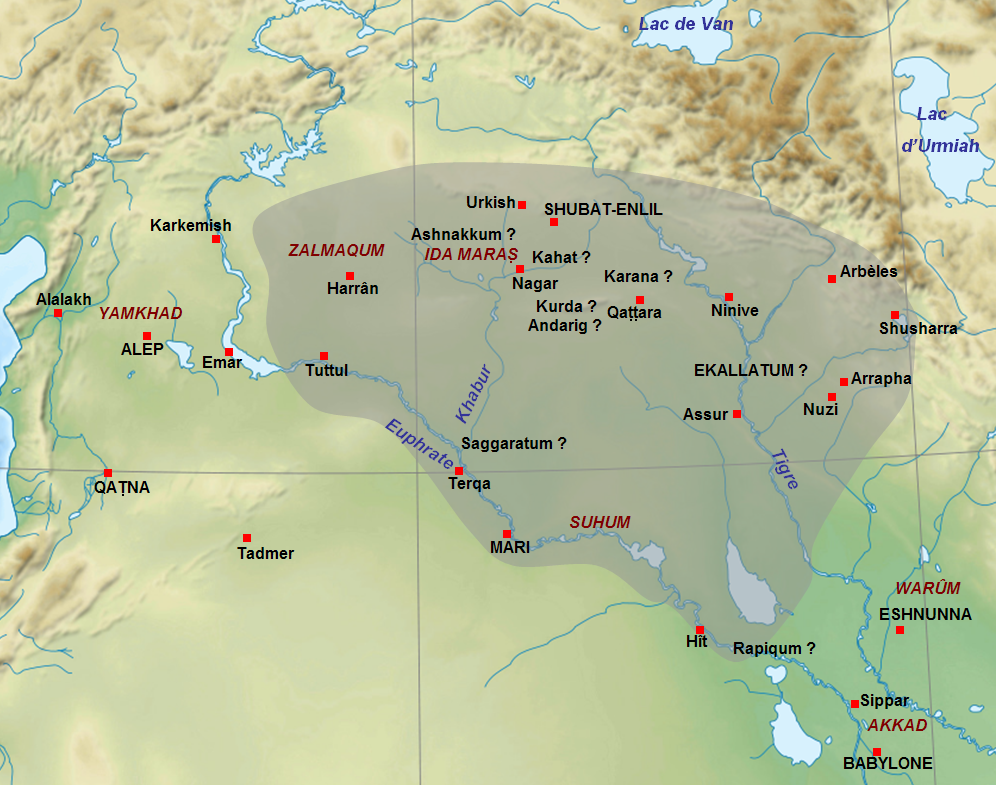
Государство Шамши-Адада I

Ясмах-Адад покорил племя яминитов; они стали служить во вспомогательных войсках. Однако они часто отказывались подчинятся местным властям. Бесчисленные жалобы наместников говорят о том, что яминиты то и дело совершали побеги за Евфрат, в горы Бишри, отказываясь от участия в общественных работах. Неспокойно было и на прилегающих территориях. По обоим берегам Евфрата разбойничали различные пастушеские племена, грабившие оседлое население. В донесениях сообщалось, что особенно ощутимый урон наносили сутии. Карательные экспедиции из Мари посылались часто, но реальной пользы не приносили; сутии были необычайно подвижны.
После смерти Шамши-Адада I в 1781 Ишме-Даган I правивший восточной частью державы Шамши-Адада, предложил своему брату Ясмах-Ададу заключить договор о «братстве» на вечные времена, обещая не вступать в отношения зависимости от вавилонского царя Хаммурапи. Однако вмешательство Хаммурапи и царя Ямхада Ярим-Лима в дела братьев привело к возврату на трон Мари прежней династии в лице сына Яхдун-Лима Зимри-Лима и полному исчезновению с исторической арены Ясмах-Адада.
Правил Ясмах-Адад 17 лет.

## Список эпонимов и датировочных формул Ясмах-Адада
|    | |
| 1  | В эпоним Ашшур-малика aszszur-malik |
| 2  | В эпоним Авилийя awiliya |
| 3  | В эпоним Адад-бани adad-bani |
| 4  | В эпоним Аскудума asqudum |
| 5  | В эпоним Эннам-Ашшура ennam-Aszszur |
| 6  | В эпоним Хайя-малика haya-malik |
| 7  | В эпоним Икуппия ikuppiya |
| 8  | В эпоним Икун-пи-Сина ikun-pi-Sin |
| 9  | В эпоним Или-эллати ili-ellati |
| 10 | В эпоним Ибни-Адад ibni-Adad |
| 11 | В эпоним Ригманума rigmanum |
| 12 | В эпоним Нимер-Сина nimer-Sin |
| 13 | В эпоним Пуссанума pussanum |
| 14 | В эпоним Шалим-Ашшура сына Усуйранума szalim-Aszszur dumu Usyranum                                                                                 |
| 15 | В эпоним Шалим-Ашшура сына Шалим-Анума szalim-Aszszur dumu Szalim-Anum                                                                             |
| 16 | В эпоним Туаб-суилли-Ашшура tyab-syilli-aszszur |
| 17 | В эпоним после Туаб-суилли-Ашшура warki tyab-syilli-aszszur                                                                                        |
| 18 | В эпоним Ахийя ahiyaya |
| 19 | В эпоним Ашшур-имитти aszszur-imitti |
| 20 | В эпоним Риш-Шамаша risz-szamasz |
| 21 | В эпоним Син-мубаллиту sin-muballity |
| a  | Год, в котором Шамши-Адад захватили Мар-Адду и построил там храм Дагана mu 1-kam dutu-szi-dim dumu-dim ik-szu-du u3 e2-dda-gan i-pu-szu            |
| b  | Год, в котором Шамши-Адад насыпал земляной вал для городской стены Шубат-Шамаша mu 1-kam dutu-szi-dim e-pi2-ri sza bad3 szu-ba-at-dutuki isz-pu-ku |
| c  | Год, в котором Ясмах-Адад преподнёс храму (статую) Нергала mu ia-as2-ma-ah-dim dne3-iri11-ra-gal a-na e2-szu i-ru-bu                               |
| d  | Год, в котором прошла перепись в стране sza-na-at te-bi-ib-tum i-na ma-a-tim isz-sza-ak-nu                                                         |
| e  | Год Шамши-Адад … Мари mu 1-kam sa-am-si-dim … ma-riki …                                                                                            |
| f  | Год Ясмах-Адад … mu ia-as2-ma-ah-dim … nim |
| g  | Год, когда … принес князей … mu i-nu-ma … dumu-mesz lugal … ir-du-u2                                                                               |
| h  | Год, в котором Шамши-Адад преподнёс … mu sa-am-si-dim … i-ru-bu                                                                                    |